# Dnepr lavlandet
Dnepr lavlandet er et område i den centrale del af Ukraine og en del af den østeuropæiske slette.

## Beliggenhed
Den ligger langs den midterste del af floden Dnepr, hovedsageligt på dens venstre bred, fra Hviderusland til Dnipropetrovsk oblast. Lavlandet er en udvidet Dnepr-dal med et system af flodsletter.
Mod det nordvest ligger det sumpede polesiske lavland, mod nordøst og øst er det centrale russiske højland, på højre bred af Dnepr rejser sig Dnepr-højlandet, som med Zaporizhia-ryggen er forbundet med Donets-Azov-plateauet.

## Tektonik
Geologisk er det en del af Dnepr-Donets-depressionen, som er rig på aflejringer af olie, gas, mineralsk salt og byggematerialer.

## Beskrivelse
Dnepr-lavlandet er opdelt i den større Dnepr-sletten og den mindre Poltava-sletten. Dnepr-sletten ligger omkring Kyiv nær sammenløbet af Desna og Dnepr, mens Poltava-sletten er tættere på byen Poltava. Itjnjanskyj Nationalpark ligger i området